# Porto di San Benedetto del Tronto
Il porto di San Benedetto del Tronto è un'infrastruttura situata sul mare Adriatico dedicata alla pesca commerciale, all'approdo turistico e al diporto nautico. 

## Storia
Già nel 1763 la marineria di San Benedetto aveva una dozzina di tartane pochi anni dopo, nel 1773 aveva in dote 20 paranze. Nel 1809 San Benedetto del Tronto contava una cospicua flotta di pescherecci, due dozzine di paranze e una dozzina di battelli e circa 200 pescatori, in quel periodo l'ammaraggio avveniva sull'arenile. Nei due decenni a seguire, la flotta vide raddoppiare il numero delle imbarcazioni, i pescatori erano costretti a portare le loro imbarcazioni a mano sia il varo e la rimessa a terra. Nel 1860, con la consistente crescita della flottiglia di pescherecci, l'amministrazione comunale decise la realizzazione del porto. Passarono diversi anni, l'iter burocratico per la costruzione fu molto lungo, vide anche l'impegno dell'onorevole Luigi Dari, Ministro di Grazia, Giustizia e Culti del Governo Salandra I e Ministro dei Lavori Pubblici del Governo Orlando, nel luglio del 1908 si concludono i lavori del primo tratto del primo braccio del molo nord, che vide la conclusione nel 1912, per una lunghezza di 230 metri. Nel Maggio del 1912 i pescatori sambenedettesi impiegarono, per la prima volta in Italia, una barca a motore, che traghettava il pescato dalle barche in alto mare alla spiaggia.
Pochi anni dopo, nel 1919, iniziarono i lavori del primo tratto del molo sud. Negli anni trenta con la diffusione delle imbarcazioni a motore, la struttura portuale deve adeguare le banchine più fruibili e adeguate all'attracco dei natanti e lo sbarco del pescato; vi è prolungamento del molo nord, lavori che si protrarranno fino al 1932.

### Dalla seconda guerra mondiale al grande sviluppo degli anni ‘60

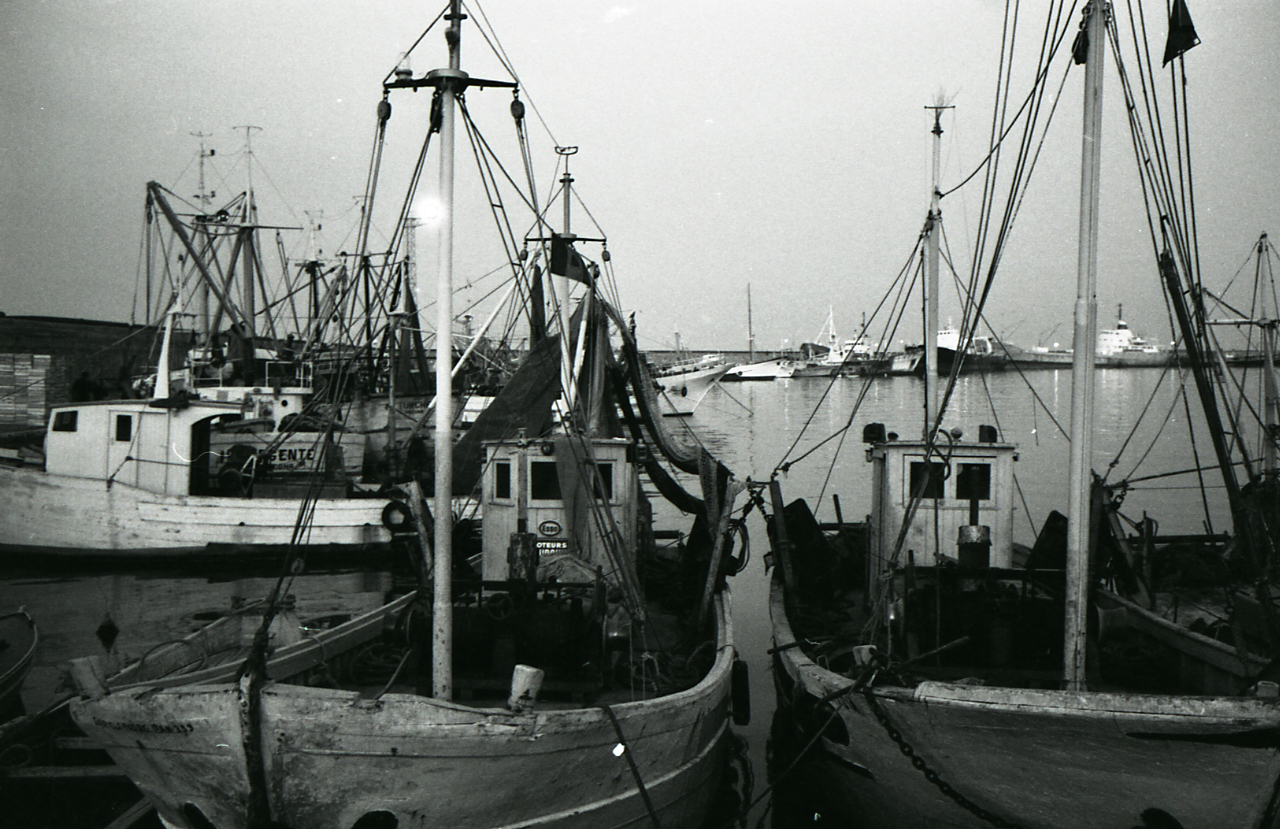
Il porto nel 1969

Nel periodo della Seconda guerra mondiale, la città di San Benedetto venne pesantemente bombardata, il porto venne gravemente danneggiati, i moli del porto danneggiati e il mercato del pesce all'ingrosso distrutto,la marineria perse 10 pescherecci 17 furono catturati dalle forze Alleate. L'attività peschereccia molto rimaneggiata riprese lentamente, si cominciò la ricostruzione dell'area portuale, si costruirono altri pescherecci,dai cantieri navali sambenedettesi. Nel corso di pochi anni il porto fu ristrutturato, mentre la flotta dei pescherecci cresceva di molte unità, nel 1960 si contavano oltre 160 unità fra vari tipologie di pescherecci. La città di San Benedetto in quel periodo andava incontro ad forte incremento delle attività commerciale, venne realizzato lo scalo di alaggio ed il relativo prolungamento della banchina.In quel periodo la flotta sambenedettese vide l'espansione verso la pesca oceanica. Ci furono il progredire delle imbarcazioni di dimensioni più grandi e tecnicamente avanzate, rispetto a quelle della pesca locale, il porto dovette adeguarsi,nell'area del bacino portuale non era più sufficiente ad'ospitare i nuovi natanti oceanici.Nel 1968 venne presentato,presso l’Ufficio del genio Civile per le Opere marittime di Ancona, viene presentata la proposta di aggiornamento del piano regolatore ed ampliamento del porto, piano che prevedeva la realizzazione di un terzo braccio a nord di quello esistente.

### Storia recente

Peschereccio al rientro in porto al tramonto

Negli anni settanta la flotta sambenedettese era dotata di 30 natanti oceanici che solcavano i mari di tutto il mondo:Liberia, Perù, Brasile, Golfo di Guinea, Golfo Persico e il Mar Rosso erano zone di pesca dei motopescherecci sambenedettesi. Negli anni ottanta la marineria sambenedettese, in grande ascesa, aveva in dote 212 motopescherecci, 200 erano per la pesca costiera e mediterranea e 12 per la pesca oceanica che operavano nell'America del Nord, nelle Isole Falkland e in Somalia. Il porto di san benedetto aveva il primato nazionale per la trasformazione dei prodotti ittici, dovuto anche al proliferare di attrezzature di rilevata importanza costruite nell'area portuale. in questi decenni il porto e la zona portuale di San Benedetto hanno visto lavori di adeguamento e miglioramento, dell'area portuale, nuove strutture si sono realizzate dalla nuova sede della Capitaneria di porto inaugurata il 7 dicembre 1995. L'area portuale ha visto la realizzazioni di nuovi moli turistici, ampliamento delle banchine e varie opere per ridurre le zone sabbiose presenti all'interno del bacino portuale, sono stati realizzati nuovi punti di rifornimento di combustibile ed acqua, le opere di arredo urbano, con vari monumenti e nuovi impianti d'illuminazione presenti nell'area che rendono il porto anche un'attrazione turistica fruibile. Sebbene in continuo calo, il porto e la marineria sambenedettese, per quantità di pesce pescato e numero di pescherecci e uno dei maggiori mercati ittici d'Italia.

## Il Faro

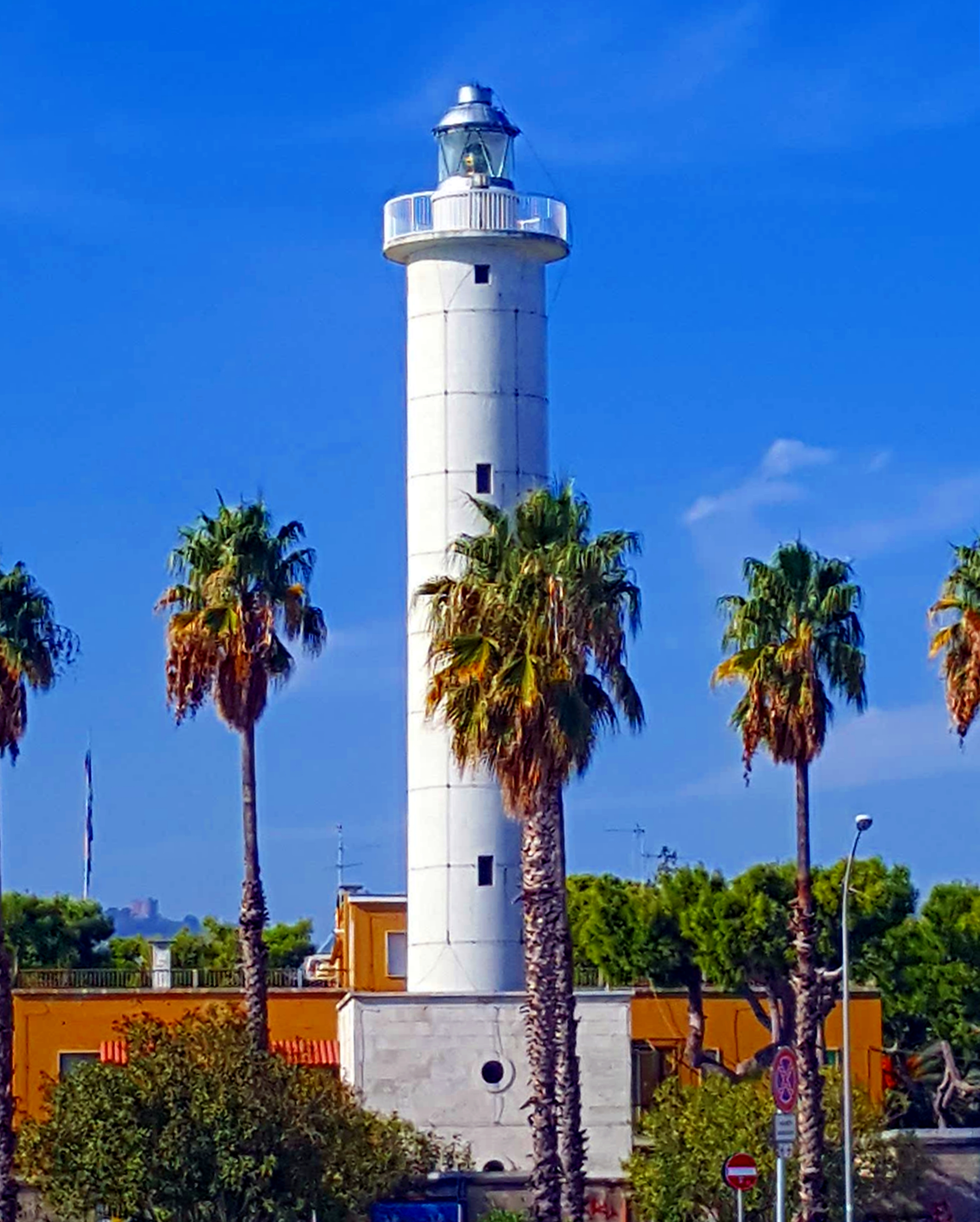
Il Faro

Il faro è entrato in funzione ufficialmente nel 1957 ed è stato costruito tra la Rotonda Giorgini e la zona portuale (in zona strategica e centrale all'area portuale), in considerazione del fatto che l'importanza di un faro è nella posizione e nella portata del fascio di luce. È elemento necessario ai naviganti e marinai per l'avvicinamento alla costa, come richiamo nell'oscurità notturna per gli uomini in mare che localmente, prima della sua costruzione avevano come riferimento solo il Torrione e il suono delle campane; idealmente per questo motivo è stato costruito lungo la perpendicolare che parte dal Paese Alto in direzione est. È una torre cilindrica su fabbricato ed è alta 31 metri. Sulla sua sommità si trova collocata una lampada alogena da 1000 W che emana una luce bianca che, grazie a delle lenti opportunamente combinate ed allineate, viene riflessa emergendo come un intenso fascio di raggi paralleli, quindi convogliata in un unico punto e proiettata in lontananza. La portata della luce del faro si proietta ad una distanza di 32 MN in condizioni di perfetta visibilità (22 Mn portata nominale). Con il versante ovest oscurato (a prevenire fastidi alla città) ed è una luce ottica rotante che emana due lampi in un periodo di dieci secondi. Visibilità: 135 - 045 (270). In condizione di eventuale avaria, vi è anche un fanale più piccolo di riserva con una portata più contenuta (18 Mn). In presenza di nebbia si aziona pure il nautofono collocato sulla punta del molo sud che emana un segnale sonoro per le imbarcazioni che altrimenti non riuscirebbero a percepire i due fanali identificativi dell'imboccatura del porto, rispettivamente con luce verde nel molo nord e con luce rossa nel molo sud. La scala a chiocciola con 150 scalini porta alla sommità della struttura e ad una terrazza dalla quale è possibile vedere da levante l'intera città e le colline circostanti. Il faro di San Benedetto del Tronto oggi funziona in automatico grazie a una fotocellula che lo aziona o lo spegne. Ma all'epoca della sua costruzione, era un faro manuale il cui funzionamento si realizzava dietro degli ingranaggi mossi da un peso motore che quotidianamente doveva essere ricaricato dal farista. Il faro assume una notevole importanza per tutta la marineria medio adriatica sia perché esso è l'unico che ha una portata notevole tra Ancona ed Ortona sia per la portata geografica (la distanza, cioè, alla quale può essere visto tenendo conto della curvatura della terra e della quota a cui è l'occhio dell'osservatore).

## Il mercato ittico all'ingrosso

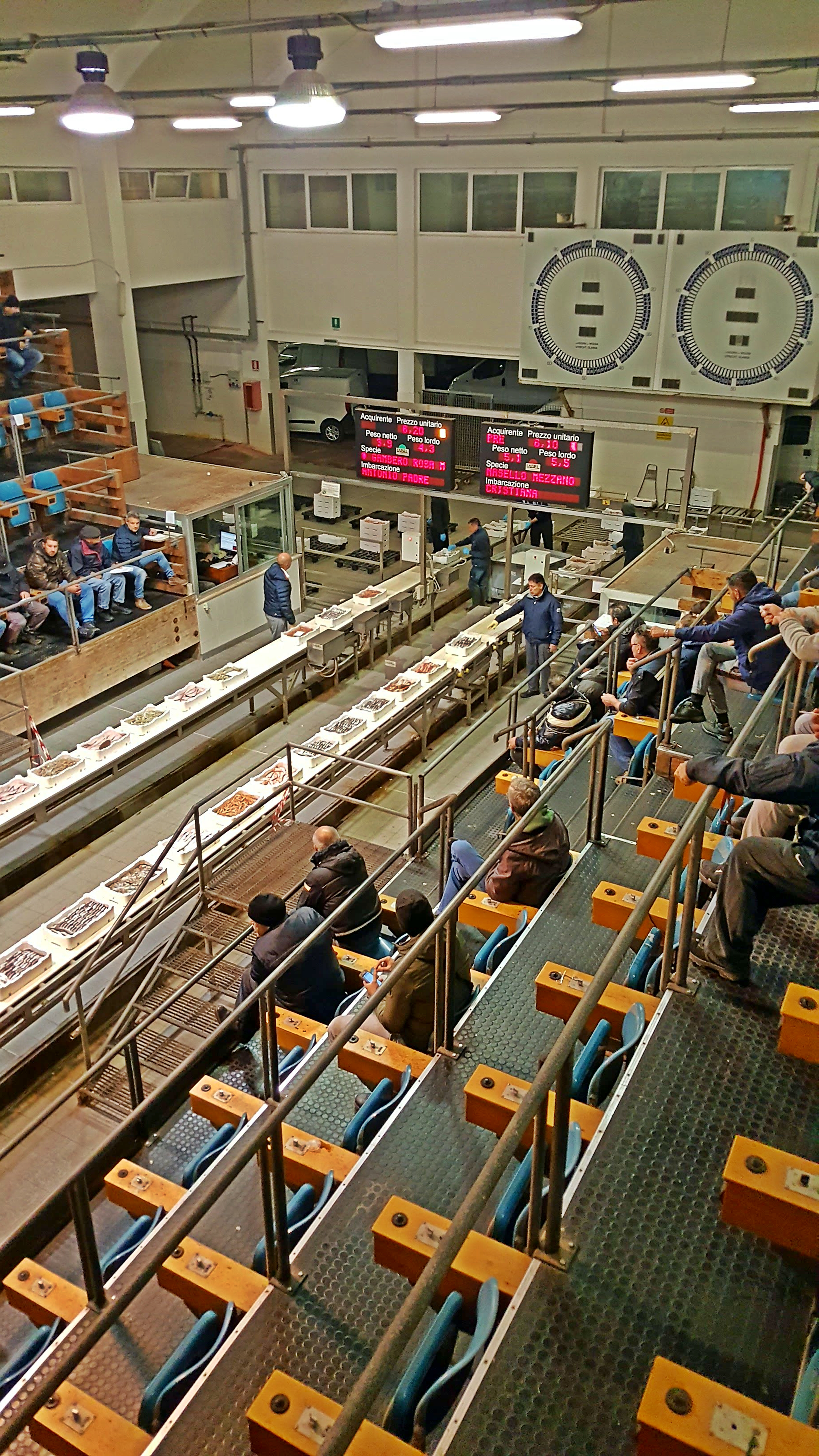
Asta del pesce

Negli anni trenta la marineria sambenedettese è in notevole espansione e si inizia a progettare il nuovo mercato ittico. Nel 1932 in occasione di una manifestazione a carattere nazionale di propaganda peschereccia,furono gettate le basi per il nuovo mercato ittico all'ingrosso del pesce di San Benedetto. Il nuovo mercato venne progettato dall'ingegnere Luigi Onorati, già progettista del lungomare e di molte altre opere nel comparto urbano della città.
Il nuovo mercato Ittico all'ingrosso del pesce entrato in funzione nel 1935, sorge all'interno dell'area portuale a poche decine di metri di distanza dalla banchina di riva nord Malfizia, dedicata all'attracco dei motopescherecci e allo scarico del pescato. Dotato di "Cassa del Mercato", direzione e servizio sanitario in sostituzione della vecchia pescheria posta nei pressi dell'attuale asta del pesce. Gestito dal comune di San Benedetto del Tronto ad'oggi si sviluppa su una superficie di 9200mq scoperti e 1500 mq al coperto.
Fu gravemente danneggiato durante la seconda guerra mondiale, vi furono i bombardamenti delle forze alleate, dopo pochi anni dall'inaugurazione, in quel periodo chiuse per mancanza di attività. Nel 1948 si eseguirono i lavori di ristrutturazione, dovuti agli ingenti danni che la struttura riporto a causa dei bombardamenti, di tutto il Mercato Ittico. Nel corso degli anni San Benedetto conquistò il primato nazionale di pesce sbarcato, astato e commercializzato dell'intero bacino del Mediterraneo. nel 1964 si inaugura una prima asta automatica e nel corso dei decenni viene più volte adeguata e migliorata. Nel 1992 è stata inaugurata una nuova asta elettronica detta di tipo "olandese", ovvero le contrattazioni iniziano a un prezzo elevato, che viene poi progressivamente ridotto fino a quando un acquirente accetta il prezzo.
Nel 1997 l'intera struttura del Mercato Ittico viene ristrutturata ed ampliata e nel 2002 entra in funzione un nuovo sistema di asta elettronica. Nel 2020 sono stati realizzati lavori di manutenzione straordinaria dell'intera area del marcato, sono stati realizzati nuovi marciapiedi, nuove fognature, consolidamento strutturale e nuova segnaletica. Nel maggio 2021 è stata inaugurata presso un'area del marcato una esposizione permanente, che documenta l'iniziativa "A Pesca di Plastica", attraverso una serie di immagini che ritraggono i pescatori sambenedettesi che ogni sera portano a terra i rifiuti raccolti nelle reti.

## Il porto turistico

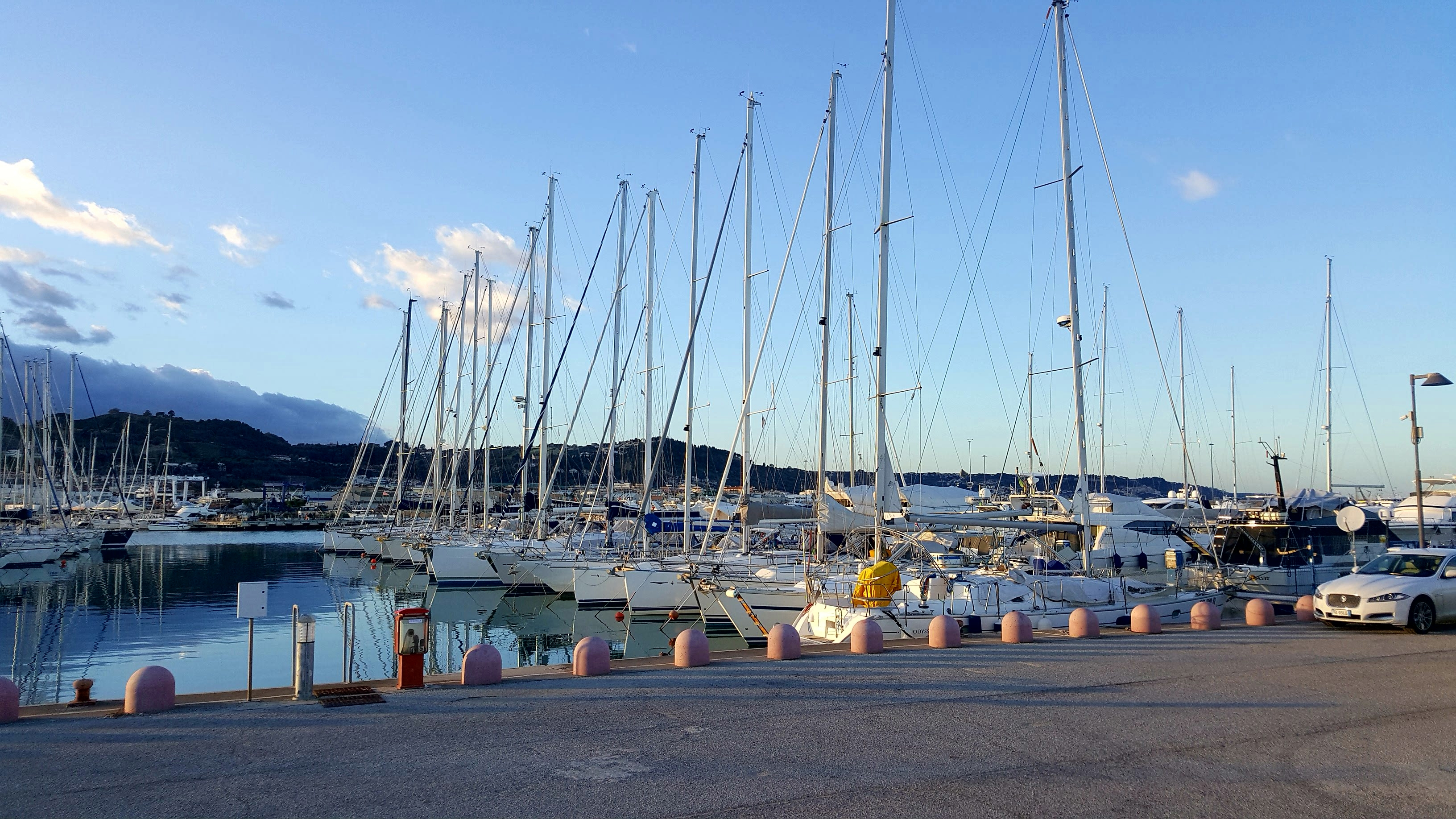
Porto turistico

Il porto turistico Tiziano di San Benedetto è un porto turistico che si sviluppa all'interno dell'area portuale, ha una capacità ricettiva di 800 posti barca, all'interno del porto turistico è presente il Circolo Nautico Sambenedettese (CNS), fondato nel 1967, dispone di oltre 400 posti barca di imbarcazioni fino 24 metri, disposti su due 2 darsene ed 11 pontili, fissi e galleggianti. I pontili galleggianti D e F non sono sicuri in caso di forte vento e quindi non utilizzati nella stagione invernale. Offre diversi servizi fra i quali allacci per acqua e luce sono presenti su tutte le banchine, bagni con docce calde, è rifornito di un ristorante.
- Snack bar, ristorante
- Negozi di attrezzature ed accessori nautici
- Scuole nautiche, di vela e associazioni ricreative
- Charter nautico e brokeraggio
- Club House nel quale si trova il club nautico
- Sede Lega Navale Italiana San Benedetto del tronto,dislocata a poche decine di metri dal porto turistico,ospita gruppi sportivi appartenenti a varie federazioni fra le quali: Federazione Italiana Canoa Kayak, Federazione Italiana Canottaggio e Federazione Italiana Vela.[14]

Ogni anno inoltre, il Circolo Nautico Sambenedettese e Lega Navale Italiana di San Benedetto del Tronto organizzano delle serate di intrattenimento culturale con musica e spettacoli di vario tipo, come concerti musicali, teatro, convegni, mostre e anche altre manifestazioni di sport nautici.

## Descrizione

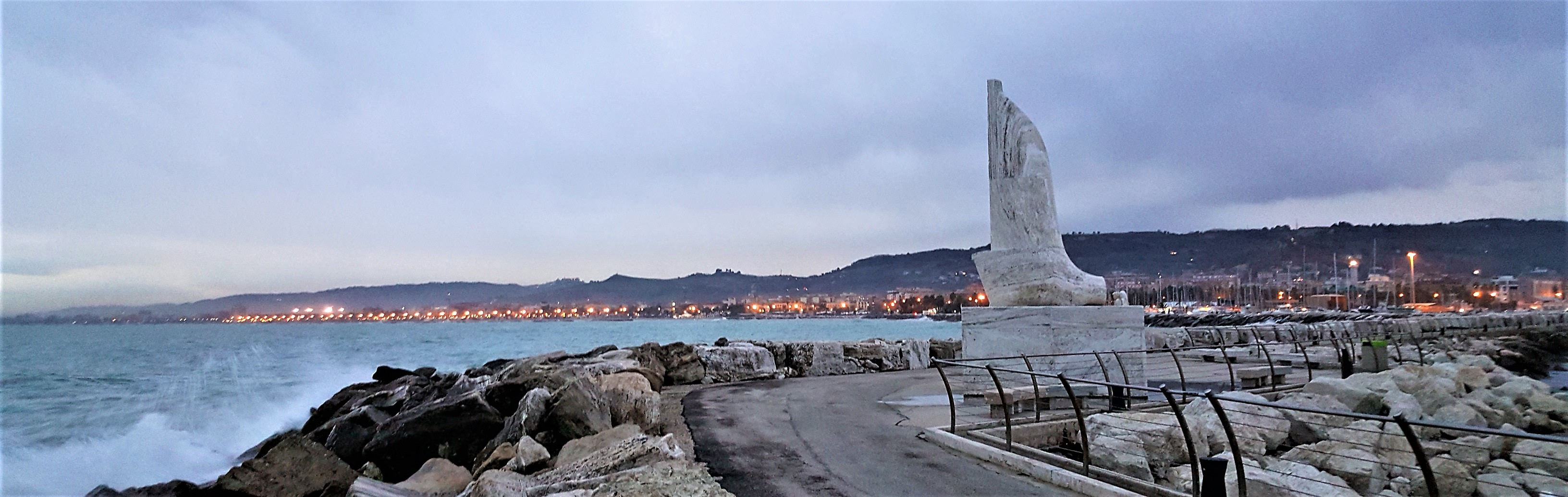
Tratto del molo sud

Importante centro di pesca è formato dal Molo Nord interamente banchinato e dal Molo Sud a tre bracci. Tra la radice del molo nord e lo scalo d'alaggio si trova la Banchina del Mercato del Pesce, mentre tra lo scalo d'alaggio e la radice del molo sud si estende una Banchina di Riva.
A sud dello scalo d'alaggio è stata realizzata la nuova Darsena Turistica con pontili nel suo interno. Due sono le banchine destinate alla pesca, lunghe 80 e 1150 m ed illuminate da torri faro. L'imboccatura del porto è rivolta a nord. Possiede oltre 1000 posti barca, le imbarcazioni devono avere una lunghezza massima di 25 metri.
Il porto ospita una cospicua flotta di pescherecci e, dopo Ancona, è il primo porto peschereccio delle Marche per TSL e per numero di pescherecci.
Secondo la classificazione nazionale dei porti italiani, quello di San Benedetto del Tronto in virtù del regio decreto n. 71 del 10 gennaio 1907 e del decreto ministeriale n. 1775 del 21 agosto 1975 è un porto di 2ª categoria, 1ª classe.

### Sezioni del porto
Da nord a sud il porto di San Benedetto del Tronto comprende le seguenti sezioni principali:
- Molo nord: zona perlopiù dedita alla pesca, configurato 3 diverse sezioni:
  - 1° braccio: unità di pesca a strascico
  - 2° braccio: unità di pesca a strascico, Guardia di Finanza (corpo di guardia porto ormeggi).
  - 3° braccio: unità di pesca a rete da circuizione dette lampare.
- Banchina di riva nord Malfizia: zona dedicata all'attracco di unità di pesca a strascico
- Banchina mercato del pesce: zona dedicata al mercato ittico, dove è presente l'asta del pesce, diversi magazzini dei vari commercianti che vendono pesce locale e importazioni ed esportazioni.
- Scalo d'alaggio: ubicato lungo la banchina di riva del Porto,nell'area settentrionale del bacino portuale, dedicato a scalo d'alaggio e varo delle imbarcazioni l'attività di pesca, compreso il lavoro dei cantieri navali e quello degli armatori. Costruito negli anni sessanta e successivamente ristrutturato nel 1997 e nel 2000, per essere utilizzato dai Gru per le imbarcazioni di nuova generazione. Nel 2012 è stata ampliata l'infrastruttura idonea all'uso di sollevatori capaci di ammarare imbarcazioni di peso fino a 500 tonnellate e lunghezza fino a 36 metri, con ampliamento dello scalo da 7,50 a 10 metri circa di larghezza e da 29,80 a 65,30 metri circa di lunghezza.[22]
- Pennello vongolare: situato a pochi metri a sud dello scalo d'alaggio, ospita una flotta di vongolare.
- Banchina di riva "Madonna di San Giovanni": si estende tra il molo sud e lo scalo d'alaggio, è dedicata alla piccola pesca costiera. In questo tratto è presente l'edificio della Capitaneria di porto.
- Nuova Darsena Turistica: quest'area è stata costruita a sud dello scalo d'alaggio. Contiene al suo interno diversi pontili. I diportisti possono attraccare le proprie barche presso i pontili galleggianti del molo parasabbia Tiziano
- Molo sud: zona dedicata alla nautica da diporto, nei suoi 1150 metri di lunghezza ospita il "MAM, Museo d'Arte sul Mare", è un museo permanente all'aperto, dove sono presenti opere scultoree e pittoriche. Ospita ogni anno gare di pesca sportiva, fra cui il "Trofeo Città di San Benedetto".

### Caratteristiche tecniche
- Coordinate: 42° 57 00 N; 13° 52 48 E
- Posti barca: CA 1000
- Fari e fanali:
  - Fanale a lampi rossi (testata molo sud, indica la sinistra)
  - Fanale a lampi verdi (estremità molo nord, indica la dritta ovvero la destra)
- Fondo marino: sabbioso
- Fondali: da 2,5 a 3 metri (in banchina)

### Servizi e strutture
- Carabinieri;
- Guardia di Finanza
- Guardia Costiera
- Servizi Radio (VHF canale 16);
- diporto;
- antincendio;
- riparazioni motori;
- guardianaggio;
- sommozzatori;
- meteo;
- rivendita ghiaccio;
- elettromeccanica;
- rimessaggio;
- ristorazione;
- mercato ittico;
- Banchine (2, rispettivamente di 1150 metri e 80 metri);
- attrezzature;
- distributori;
- scivolo;
- scalo alaggio;
- cantieri navali.

### Attrazioni turistiche
- Museo del mare;
- MAM - Museo d'Arte sul Mare

## Eventi
Vi si sono esibiti:
- il 9 agosto 2004, il comico Giorgio Panariello con il suo "Giorgio Panariello show".[23]
- il 12 e 13 agosto 2005 il TIM Tour 2005 con vari artisti nazionali e internazionali: Sean Paul, Craig David, Kool & the Gang, Irene Grandi, Tiromancino, Simone Cristicchi e i Planet Funk.[24]
- il 30 luglio 2010, concerto di Giovanni Allevi con "Piano Solo", in occasione del festival Mare Aperto 2010.[25]
- 8 agosto 2017, Fabrizio Moro concerto del "Pace Live Tour 2017" a supporto dell'album Pace.[26]
- Il 26 agosto 2018, Ermal Meta "Non abbiamo armi - Live", concerto a supporto dell'album Non abbiamo armi.[27]
- Il 9 agosto 2019 i Subsonica in concerto con il loro tour "8 tour estate 2019".[28]
- Il 11 agosto 2019, B.G.H. "La notte di Vasco" con Stef Burns, Will Hunt e Claudio Golinelli.[29]
- Il 23 luglio 2019, Calcutta concerto a supporto dell’album Evergreen,apertura del concerto di Myss Keta.[30][31]